# Radioamadorismo de época

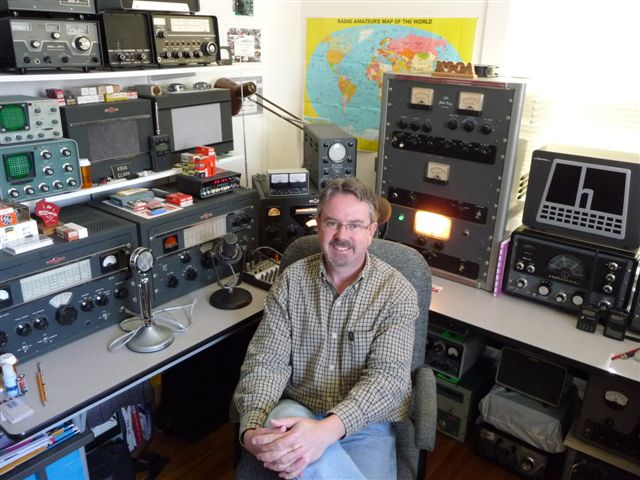
Cabana de rádio de um operador amador com equipamentos de época

Radioamadorismo de época ou radioamadorismo vintage é uma vertente do hobby de rádio amador na qual entusiastas colecionam, restauram, preservam, constroem e operam equipamentos de rádio amador de épocas passadas, como aqueles que utilizam tecnologia de válvula termiônica. Os modos de operação mais populares incluem a comunicação por voz em modulação em amplitude (AM) e o uso de código Morse por meio de onda contínua (CW) em radiotelegrafia. Alguns entusiastas se dedicam a possuir, restaurar e operar equipamentos militares e comerciais antigos, especialmente das décadas de 1940 a 1960. Há também aqueles que constroem seus próprios aparelhos, prática conhecida no jargão do rádio amador como homebrewing [en], utilizando peças e designs de época. Diversos clubes e organizações de rádio amador promovem concursos, eventos e feiras de troca voltados a esse aspecto especializado do hobby.

## Atrativo

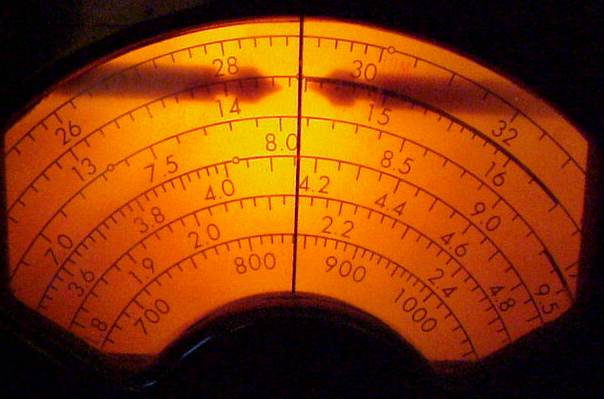
Dial de sintonia do Hallicrafters SX-28

Entusiastas do radioamadorismo de época argumentam que os visores digitais precisos e os recursos avançados baseados em microprocessadores dos equipamentos modernos de rádio amador carecem do apelo estético e da "alma" dos aparelhos eletrônicos da era das válvulas. Além disso, muitos encontram satisfação em restaurar cuidadosamente equipamentos comerciais fabricados entre os anos 1930 e 1970, frequentemente chamados de âncoras por amadores estadunidenses devido ao seu tamanho e peso consideráveis.
A predominância de circuito integrados nos equipamentos modernos de rádio amador despertou nostalgia pelos designs baseados em válvulas. Rádios com componentes de estado sólido exigem menos ajustes frequentes, enquanto os equipamentos de válvulas são menos previsíveis, o que adiciona emoção aos contatos rotineiros e proporciona aos entusiastas do radioamadorismo de época uma experiência mais rudimentar. Os aficionados afirmam que as "âncoras" têm um som superior ao dos equipamentos modernos, destacando que o áudio valvulado dos aparelhos de época é mais "confortável" e esteticamente agradável.

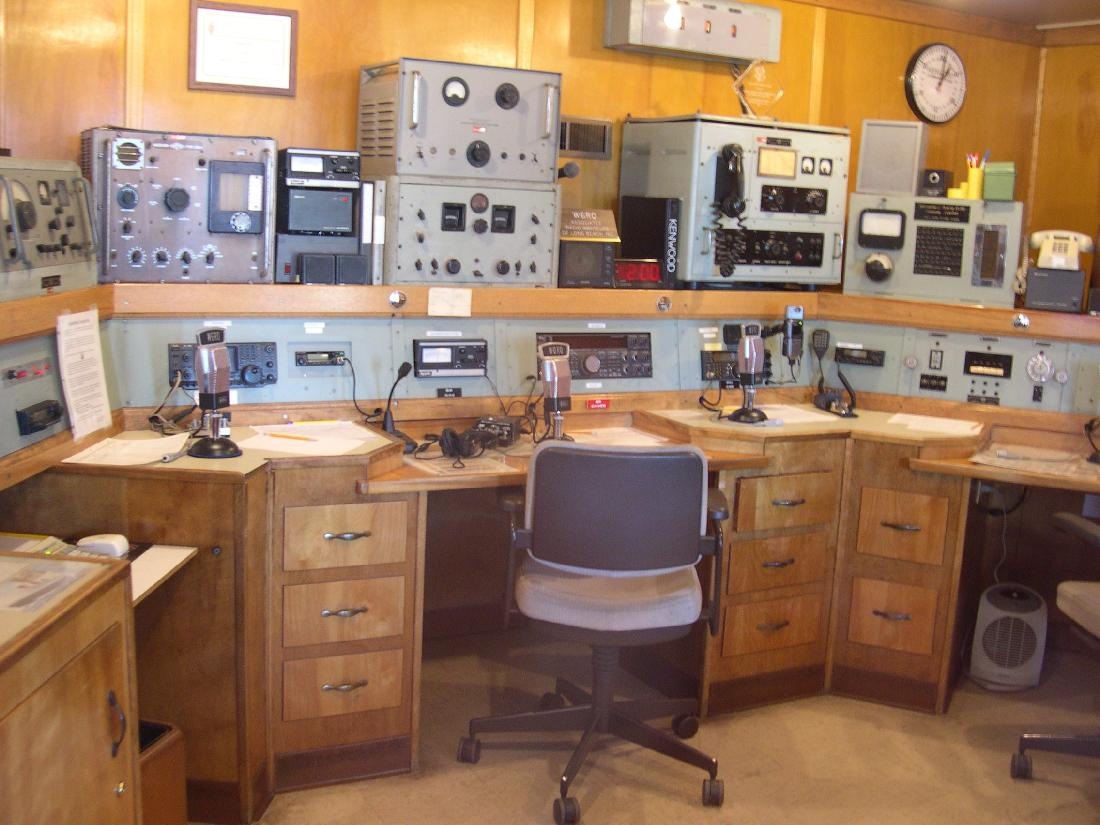
Equipamentos de época na sala de rádio do Queen Mary

Alguns praticantes veem a operação de rádios de época como um recurso valioso para preservar a história e o patrimônio do rádio para as futuras gerações. Eles frequentemente colaboram na restauração e operação de equipamentos de época para exposições históricas, museus e navios ou aeronaves históricos. Exemplos incluem grupos de amadores que restauram, mantêm e operam as instalações de rádio do transatlântico Queen Mary, do sítio de patrimônio de engenharia Estação de Rádio Memorial Musick e da Massie Wireless Station, listada no Registro Nacional de Lugares Históricos dos EUA. A restauração amadora de rádios militares históricos abrange o B-17 Flying Fortress City of Savannah no Museu Nacional da Poderosa Oitava Força Aérea, o B-29 Superfortress Enola Gay no Museu Nacional do Ar e Espaço e o submarino USS Requin no Carnegie Science Center [en]. Operadores de rádio amador em várias embarcações marítimas aposentadas, como o destróier USS Kidd e o encouraçado USS Texas, utilizam transmissores de época regularmente para se comunicar com outros museus navais em eventos como o Museum Ships Weekend e o Dia Nacional da Memória de Pearl Harbor.

## Atividade AM

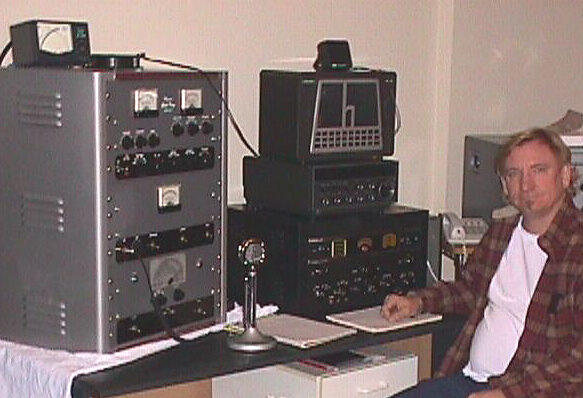
Joe Walsh, utilizador AM, WB6ACU no ar

A modulação em amplitude (AM) já foi o principal modo de voz no rádio amador antes de ser superada pela modulação em banda lateral única (SSB). Recentemente, porém, o AM tornou-se um interesse nostálgico especial nas bandas de ondas curtas dos radioamadores. Vários operadores de AM utilizam transmissores de válvulas de época junto com receptores separados. Alguns conseguiram antigos transmissores de radiodifusão AM de estações de rádio que modernizaram seus equipamentos. Outros constroem seus próprios aparelhos do zero (o chamado homebrewing) usando componentes modernos e da era de época. O astro do rock Joe Walsh é um defensor do rádio amador e um ávido colecionador de equipamentos de época, mantendo nove estações de época completas em sua casa, incluindo um transmissor de radiodifusão da Collins.
Nos Estados Unidos, a atividade AM no rádio amador pode ser encontrada em ondas médias, MF e ondas curtas, HF, em frequências (em MHz) como 1,880-1,890, 3,885, 7,290, 14,286, 21,390 e 29,000-29,200, que incluem redes de troca voltadas ao interesse em equipamentos AM de época.
A operação em AM atraiu interesse de pessoas fora do hobby, como ouvintes de ondas curtas que usam receptores acessíveis ao público. Embora focados em tecnologias simples do passado, os operadores de AM também podem combinar tecnologia de ponta com seus interesses de época, como experimentar detecção síncrona para receber sinais AM livres de estática e desvanecimento.
As conversas ("QSOs" no jargão do rádio) geralmente são organizadas em "mesas redondas" com vários participantes. Novatos interessados são normalmente incentivados a ajustar seus transceptores modernos para o modo AM, apresentar-se e participar da conversa.

## Equipamentos clássicos

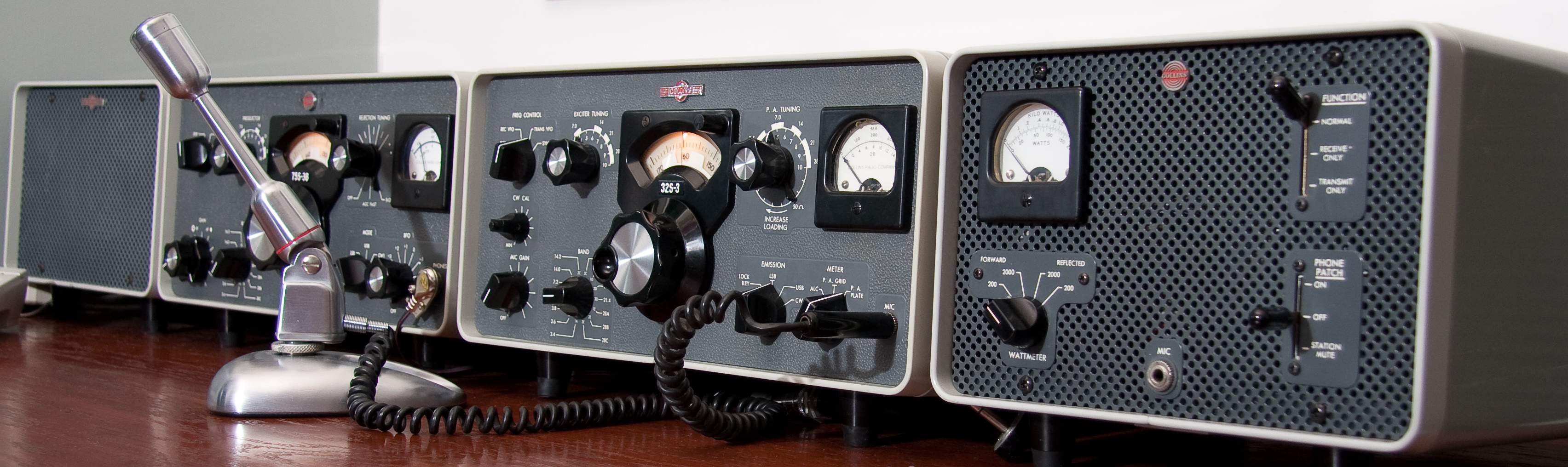
Linha S da Collins, com fonte de alimentação, receptor, transmissor e console de alto-falante separados, c. década de 1960

Equipamentos de rádio amador de eras passadas, como as décadas de 1940, 50 e 60, compostos por transmissores e receptores de válvulas separados (diferentemente dos modernos transceptores), são alvo de nostalgia e frequentemente restaurados e utilizados no ar por entusiastas.

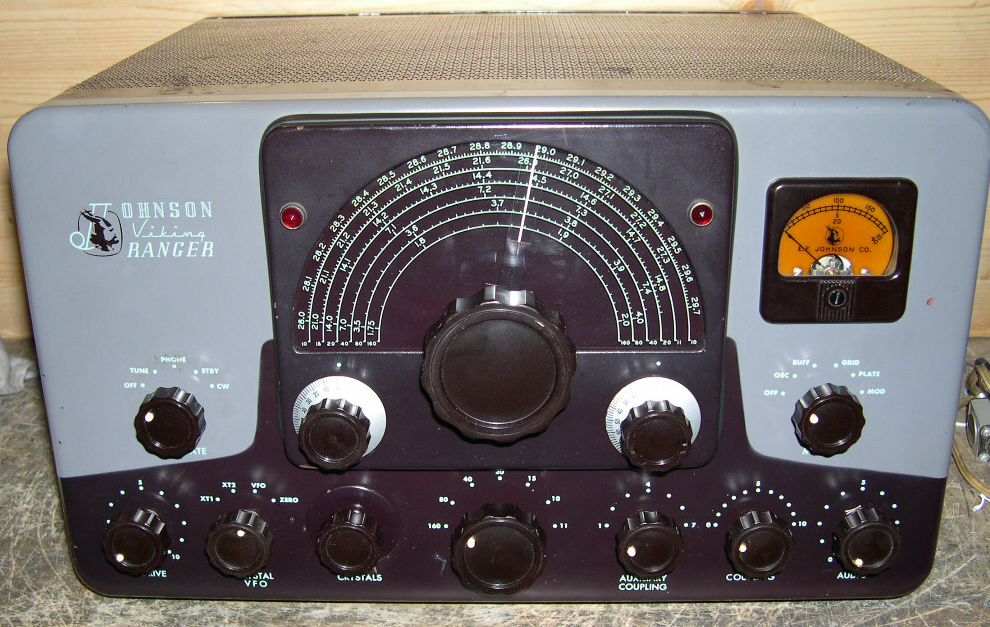
Transmissor EF Johnson Viking Ranger, c. 1958

A atividade com equipamentos de época não se limita ao modo AM. Muitos aficionados usam seus aparelhos "clássicos" de fabricantes americanos da era de época, como Eico, EF Johnson, National, Heathkit, Hammarlund, Drake, Collins, WRL, Swan, Signal/One, Lafayette e Hallicrafters, para realizar contatos bidirecionais em radiotelegrafia (CW), SSB, FM e RTTY [en].
Alguns entusiastas definem os parâmetros de idade para equipamentos de época ou clássicos como "antigos o suficiente para exibir o brilho das válvulas", mas essa designação pode incluir alguns aparelhos iniciais de eletrônica de estado sólido.
Alguns se especializam ainda mais em colecionar rádio militar e se dedicam a restaurar e operar equipamentos de comunicação excedentes, muitos datados da Segunda Guerra Mundial, desde conjuntos de comando AN/ARC-5 e Corpo de Sinais do Exército dos EUA como walkie-talkies SCR-300 e SCR-536 até equipamentos exóticos como o britânico Paraset, um pequeno transceptor de espionagem fornecido às forças de resistência na França, Bélgica e Países Baixos.

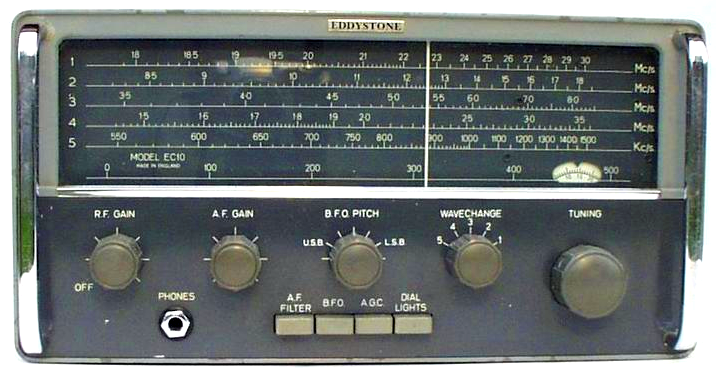
Receptor de ondas curtas Eddystone EC10, c. 1967

Há um interesse considerável em equipamentos militares e comerciais de época entre operadores de rádio amador da UE, especialmente de fabricantes britânicos como Marconi, Racal, Eddystone, Pye, além de uma variedade de equipamentos russos, alemães, canadenses, da RAF e do Exército Britânico, como o conhecido Wireless Set No. 19.

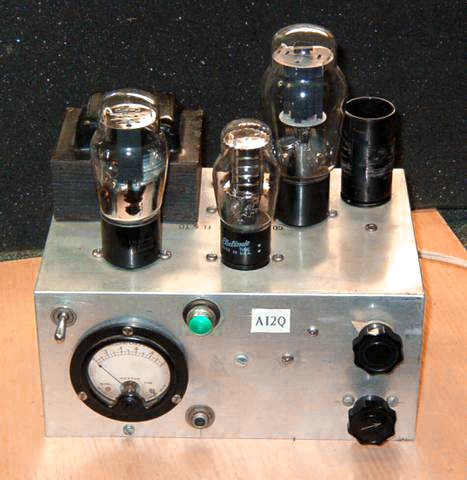
Transmissor de válvulas

"Glowbugs" são um aspecto relacionado ao radioamadorismo de época e remetem aos primórdios do rádio amador, quando a maioria dos operadores construía seus próprios equipamentos. Menores que as "âncoras", "glowbug" é um termo usado por amadores americanos para descrever um rádio caseiro simples de válvulas. A maioria dos transmissores glowbug é projetada para uso no modo CW de radiotelegrafia.
Transmissores glowbug, com designs simples baseados em válvulas, fizeram parte de muitas estações iniciais de radioamadores. Segundo o autor Richard H. Arland, o interesse por glowbugs cresceu entre entusiastas de QRP e outros que gostam de construir seus próprios equipamentos, com muitos radioamadores montando transmissores CW HF simples. Entusiastas de glowbugs no rádio amador costumam ser ouvidos nas bandas de ondas curtas via CW usando código Morse.

## Clubes, eventos e publicações
Muitos clubes de radioamadorismo de época patrocinam eventos e concursos especiais, como o "AM QSO Party" promovido pela Antique Wireless Association, o "Heavy Metal Rally" da Electric Radio Magazine e o "Classic Radio Exchange". Esses eventos não são concursos tradicionais de rádio amador, mas sim noites de QSOs amigáveis usando equipamentos caseiros, comerciais restaurados, de radiodifusão ou militares. O Antique Radio Club de Illinois opera uma estação de rádio de época como demonstração pública no Antique RadioFest, permitindo que amadores licenciados visitantes operem o transmissor.
The Amateur Radio Lighthouse Society e The AM Radio Network realizaram a "Expedição ao Farol de Thomas Point Shoal" na Baía de Chesapeake, MD, para comemorar a história dos faróis com uma estação especial de época usando o indicativo K3L.
A Vintage and Military Amateur Radio Society do Reino Unido, afiliada à Radio Society of Great Britain, coordena redes regulares no ar onde entusiastas se reúnem, além de oferecer extensos arquivos técnicos para os membros. A Surplus Radio Society, uma sociedade holandesa de colecionadores de equipamentos militares antigos e outros receptores e transmissores nostálgicos, realiza redes de atividade semanais todo domingo em 3,575 MHz CW / 3,705 MHz AM e patrocina vários mercados de pulgas e feiras de troca anualmente.
O Wireless Set No. 19 Group, com membros em todo o mundo, atende àqueles que coletam, restauram e/ou operam equipamentos de comunicação militares de época, com ênfase no rádio Wireless Set No. 19 da Segunda Guerra Mundial. Muitos membros são operadores de rádio amador que usam o equipamento para contatos no ar com outros.
A ARRL publicou "Vintage Radio", uma coleção de artigos da revista QST descrevendo equipamentos de época, restauração e operação.
A Antique Wireless Association of Southern Africa dedica-se à "manutenção e preservação do patrimônio amador" para entusiastas de rádios de ondas curtas e equipamentos antigos, mantendo uma exposição em museu em Joanesburgo.

## Restauração

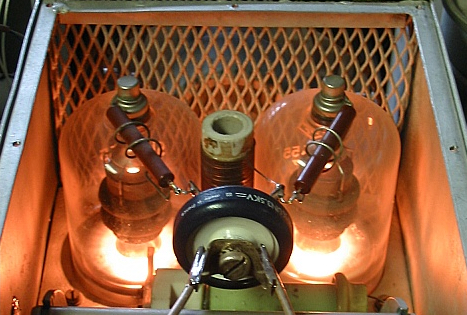
Cátodos brilhando em duas válvulas transmissoras

A reparação e restauração de equipamentos de rádio amador de época podem envolver a substituição de válvulas, a reforma de capacitores eletrolíticos se necessário, a troca de resistores defeituosos, a substituição de cabos de alimentação de dois fios por cabos de três fios (exceto em rádios AC/DC sem transformador) e o alinhamento do receptor conforme necessário.
Como os equipamentos de válvulas contêm voltagens potencialmente letais, várias medidas de segurança são comumente adotadas, como descarregar os capacitores da fonte de alimentação e manter uma mão afastada do chassi ao trabalhar em aparelhos ligados. Alguns equipamentos mais antigos têm uma conexão direta ao chassi metálico em um dos lados da linha de energia AC, o que pode eletrificar todo o aparelho se o plugue for inserido ao contrário. Muitos rádios antigos, como receptores de época, não possuem fusíveis de segurança. Além disso, aqueles que coletam, restauram ou utilizam equipamentos de rádio de época podem, sem saber, encontrar substâncias radioativas nocivas, PCBs e amianto.